# Haines Highway

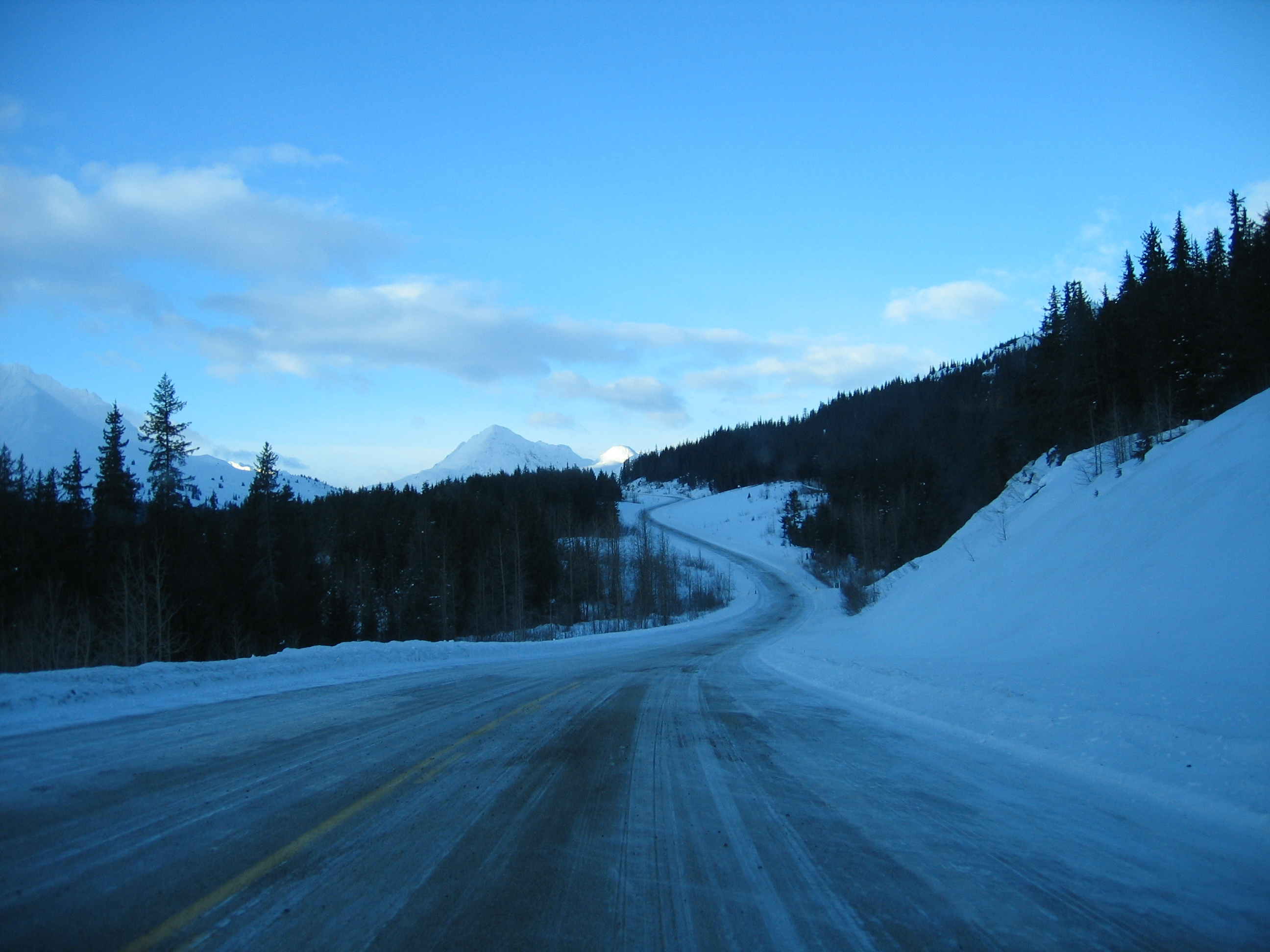
Meile 46 in British Columbia

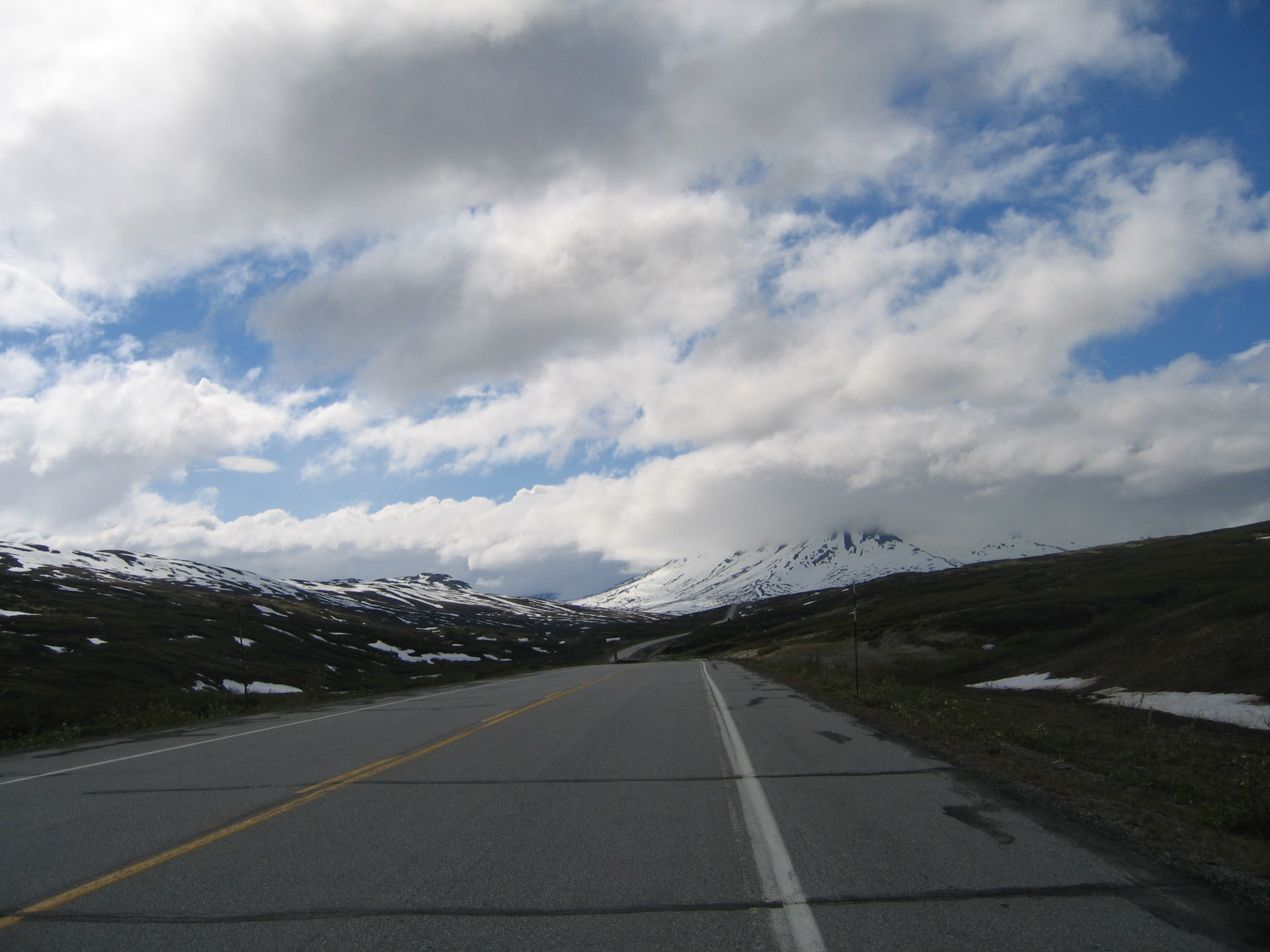
Chilkat Pass

Der Haines Highway ist eine Hauptverkehrsstraße in Nordamerika, die auf einer Länge von 244 km Haines im „Panhandle“ Alaskas mit Haines Junction im kanadischen Territorium Yukon verbindet und dabei British Columbia kreuzt. Sie folgt 180 km, davon 72 km durch Alaska, dem alten Dalton Trail vom Hafen in Haines ins Inland nach Klukshu in Yukon und verläuft dann weiter nach Haines Junction, wo sie in den Alaska Highway mündet.
Bis 1978 trug die Straße im Yukon den Namen Yukon Highway 4 und wurde dann auf Highway 3 umbenannt. In British Columbia hat sie keine offizielle Nummer, in Alaska trägt sie die Bezeichnung Alaska Route 7.

## Geschichte
Die Route, entlang derer der heutige Highway verläuft, war ein Handelsweg der Tlingit-Indianer, aus dem später der Dalton Trail entstanden. Einige Goldsucher nutzten den Weg während des Goldrauschs am Klondike Ende des 19. Jahrhunderts. In den folgenden Jahren wurde der südliche Teil des Trails im Zuge weiterer Bergbauaktivitäten genutzt.
Die Provinzregierung von British Columbia baute den Weg 1909 aus, als in Copper Butte und Mt. Glave mit dem Abbau von Kupfer begonnen wurde.
Der Highway wurde 1943 als alternative Verbindung vom Pazifik zum Alaska Highway neben der White Pass and Yukon Railway von der United States Army angelegt. Die Baukosten betrugen 13 Millionen US-Dollar. In den folgenden Jahrzehnten verschlechterte sich der Zustand des Highways wegen mangelnder Instandhaltung deutlich. Ganzjährig befahrbar ist die Strecke seit 1963.
Der schlechte Zustand der Straße führten zu einem vom US-Kongress geförderten Programm, im Zuge dessen der Haines Highway und der Alaska Highway von Haines Junction bis zur kanadisch-amerikanischen Grenze ab 1976 bis in die 1980er saniert und ausgebaut wurden.

## Verlauf
Der Haines Highway beginnt im Süden am Hafen von Haines, einer Anlegestelle des Alaska Marine Highways, überquert zunächst die Chilkat-Halbinsel und führt dann den Chilkat River entlang bis zur Einmündung des Klehini River, dessen Tal er bis zur Staatsgrenze nach 66 km folgt. In British Columbia überquert er nach 102 km den Chilkat Pass und erreicht nach 145 km die Grenze zum Yukon-Territorium. Über Klukshu, einer Gemeinde, die nur saisonal von Fischern genutzt wird, führt der Highway weiter durch unbewohntes Gebiet bis nach Haines Junction.